# 交響曲第7番 (シューベルト)
交響曲第7番（こうきょうきょくだいななばん）は、オーストリアの作曲家フランツ・シューベルトの作曲した7番目の交響曲であるが、シューベルトの後期の交響曲は何度も番号が変更されており、『交響曲第7番』が示す曲もその都度変化している。詳細はフランツ・シューベルト#交響曲の番号づけを参照。
1. D 944（ハ長調）『ザ・グレート』（大交響曲）→未完成作品を除いて7番目の交響曲であるため、かつて第7番と呼ばれていた。その後、第9番、第10番と呼ばれたこともある。新シューベルト全集（Neue Schubert-Ausgabe）では第8番と呼ばれている。
2. D 729（ホ長調）→新シューベルト全集では番号はついていない。大半がスケッチのみの未完の交響曲。旧シューベルト全集では完成品として交響曲第7番の番号が振られていた。後世の指揮者や音楽学者らによりオーケストレーションされた版で演奏されることもある。交響曲ホ長調 (シューベルト) を参照。
3. D 759（ロ短調）→いわゆる『未完成交響曲』ロ短調。新シューベルト全集における第7番。旧第8番。1978年のヴァルター・デュル（ドイツ語版）、アルノルト・ファイル（ドイツ語版）らによるドイチュ番号改定により、自筆譜のままで演奏できるという意味で完成されていると認められる交響曲の7番目のものであることから第7番とされ、テュービンゲンの「国際シューベルト協会」（Internationale Schubert-Gesellschaft e.V.）をはじめ[1]多くの楽譜出版社がこれに従った。

本項では、新シューベルト全集での交響曲第7番である『未完成交響曲』ロ短調 D 759について扱う。
交響曲第7番 ロ短調 D 759 は、フランツ・シューベルトが1822年に作曲した未完の交響曲である。
シューベルトの代表作のひとつであり、一般的に『未完成』（独：Die Unvollendete）の愛称で親しまれ、ベートーヴェンの『運命』やドヴォルザークの『新世界より』などと並んで大衆的な人気がある。かつてのレコード業界では『運命』と『未完成』のカップリングは、いわゆる「ドル箱」として重視されていた。

## 作曲経緯
シューベルトはグラーツ楽友協会から「名誉ディプロマ」を授与された。わずか25歳でのこの授与に対し、シューベルトは返礼として交響曲を作曲することにした。しかし、シューベルトが送付したのは第1楽章と第2楽章だけで、残りの楽章は送付しなかったとされる。
そのままシューベルトはなぜか別の交響曲（ハ長調 D 944）を作曲しだし、ロ短調交響曲を完成させる前に逝去した。シューベルトの名声が確実なものとなった没後数十年を経て、残された2楽章分のみが出版されることになった。
初演は1865年12月17日、ウィーン。初演された当時、シューベルトはすでに「大家」の扱いであり、未完成の理由について多くの推察が行われたが、決定的な証拠は遺されなかった。
交響曲は通常4つの楽章から構成され、その最も典型的な形が『運命』や『新世界より』などに見られるアレグロ・ソナタ - 緩徐楽章 - スケルツォ - フィナーレ という形式である。シューベルトも当初はそのようなものを構想して、この交響曲ロ短調の作曲を進めていったのであろうと考えられる。しかし、シューベルトは第2楽章まで完成させ、スケルツォ（第3楽章）をスケッチまでほぼ仕上げながら、そこで作曲は中止された。
第2楽章までで作曲が中止された事について、さまざまな説がある。例えば「第1楽章を4分の3拍子、第2楽章を8分の3拍子で書いてしまったために、4分の3拍子のスケルツォがありきたりなものになってしまった」というもの、また「シューベルトは、第2楽章までのままでも十分に芸術的であると判断し、それ以上のつけたしは蛇足に過ぎないと考えた」という説などである。事実、第3楽章のスケッチの完成度があまり高くないため、シューベルトのこの判断は正しかったと考える者は多い。もっとも、このように音楽作品を完成させないまま放棄するということをシューベルトはきわめて頻繁に行っており、「未完成」であることは、この交響曲の成立に関してそれほど本質的な意味はないとする考えもある。
これとは別に「シューベルトはこの交響曲を完成させていたが、劇付随音楽『ロザムンデ』に音楽を流用するためグラーツ楽友協会に第3・第4楽章の楽譜の返還を求め、結果として楽譜が散逸した」とする説もある。
シューベルトの多くの作品で見られることであるが、第1楽章の第1主題冒頭の自筆譜にかかれた記号は、アクセントなのかデクレッシェンドなのか判然とせず、今日でも見解が分かれたままである。「そのどちらでもなく」演奏することが慣例であるが、どちらかとして解釈する演奏も見られる。

## 補筆の試み
シューベルトが残したスケルツォにオーケストレーションをほどこして第3楽章とし、『ロザムンデ』の間奏曲第1番を流用して第4楽章とする全4楽章の補筆完成版には、イギリスの音楽学者エイブラハムとニューボールドによるものや、SAMALE=COHRS復元2015年版や、ニューボールド=ヴェンツァーゴ補筆2016年版などがある。20世紀の名指揮者・作曲家であったフェリックス・ワインガルトナーは、この曲の未完の第3楽章を補筆し、自作の『交響曲第6番』作品74の中に使用している。2019年、マティアス・レーダー (Matthias Roeder) をリーダーとする音楽学者とプログラマーによるチームがAIを使って補筆を試みたこともあったが、完成した曲はシューベルトの曲というよりアメリカの映画音楽のようだと酷評されている。このチームはベートーヴェンの『交響曲第10番』、またマーラーやJ.S.バッハの未完成曲についても同様の作業を試みている。

## 楽器編成
フルート 2、オーボエ 2、クラリネット 2、ファゴット 2、ホルン 2、トランペット 2、トロンボーン 3、ティンパニ、弦五部

## 曲の構成

### 第1楽章
アレグロ・モデラート、ロ短調、4分の3拍子。
冒頭から「ロ - 嬰ハ - ニ」の有名な動機が現れる。単に序奏というのではなく楽章の最後まで執拗に支配している。オーボエとクラリネットのユニゾン木管の甲高い第1主題を弦楽が支えながら第2主題に入る。第2主題では、伸びやかなチェロがシンコペーションに乗って歌われる。通常のソナタ形式であれば、短調の第1主題に対して3度上の平行調であるニ長調で書かれる第2主題が、ここでは逆に3度下であり平行調の下属調であるト長調で書かれている。展開部は序奏を発展させる形のもの。半音階ずつ転調を繰り返す。再現部では、第2主題は提示部とは逆の3度上（平行調）のニ長調で再現される。

### 第2楽章
アンダンテ・コン・モート、ホ長調、8分の3拍子。
通常の演奏会ではここまでが演奏される。展開部を欠くソナタ形式。穏やかな第1主題が提示される。コーダでは、シューベルトが好んで用いた三度転調により一時変イ長調に転調する。

### 第3楽章
アレグロ（未完）、ロ短調、4分の3拍子。

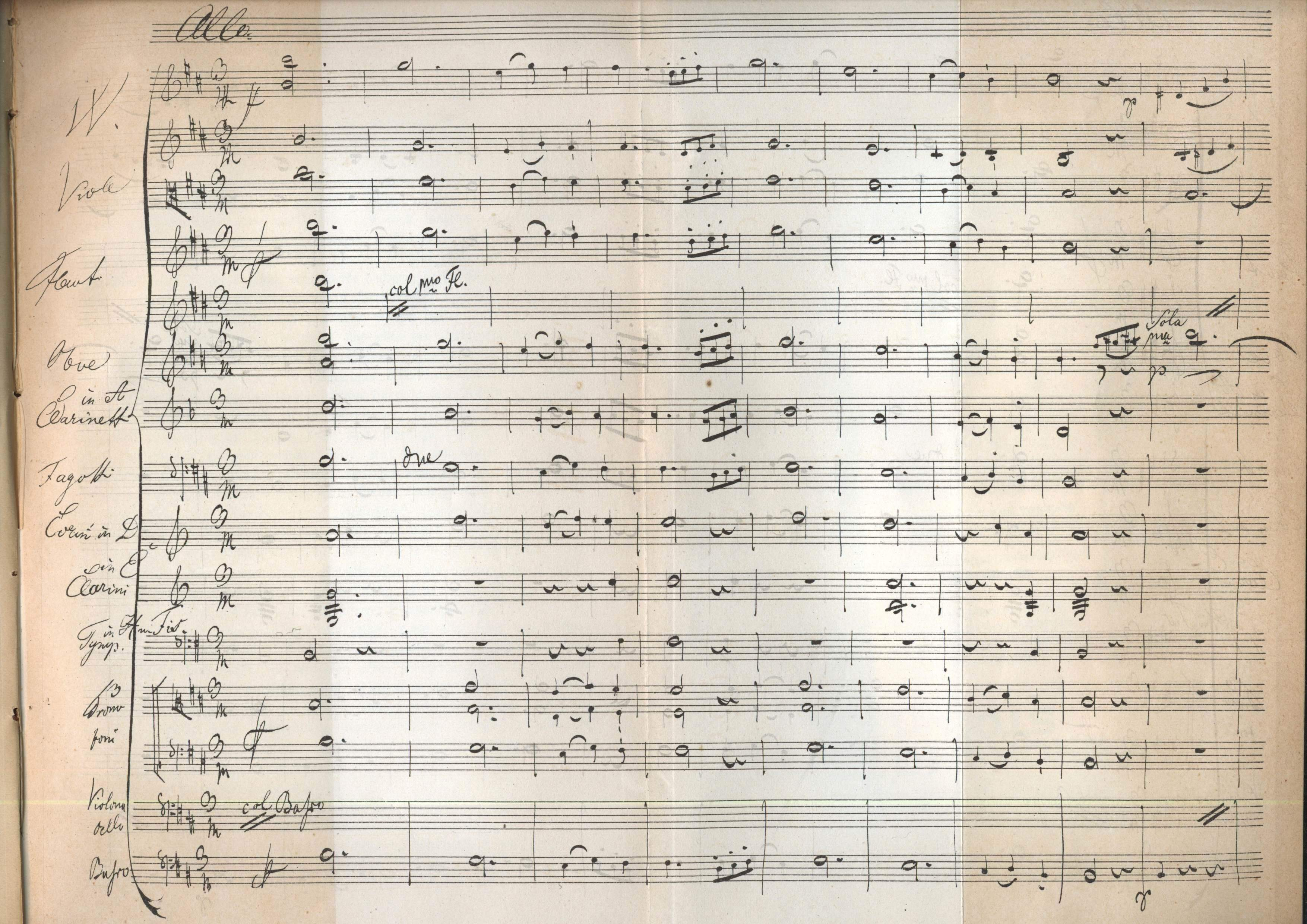
第3楽章冒頭部（自筆総譜）

20小節目までが総譜にされ、残りはピアノスケッチ（主部114小節）のみ。主部は最初ユニゾンで始まり、転調がめまぐるしく、最初の主題がすぐに同主調のロ長調で繰り返された後、すぐにもとのロ短調のユニゾンに戻り、第1楽章と同じく遠隔調（フリギア調の関係）にあるト長調へと移調する。トリオはやはりト長調であるが、16小節で自筆譜は途切れている。楽譜の発見当時、見つかった総譜部分はほとんどユニゾンの9小節までだったため、現在流布している楽譜には補遺として9小節まで収録されているものが多い。10小節以降20小節目までの総譜は近年になって切り取られた形で発見された。マリオ・ヴェンツァーゴ補筆構成版では第1トリオのみならず、第2トリオも『ロザムンデ』の総譜から復元している。

### 第4楽章
多くの補筆完成版では作曲時期や編成の類似、調性がロ短調であることから、『ロザムンデ』の間奏曲第1番（アレグロ・モルト・モデラート）を基にしており、またこの間奏曲はそもそも完成されていたこの交響曲の第4楽章を流用したものである、とする説もある。その中には「シューベルトは『ロザムンデ』を完成させるため、グラーツ楽友協会へ『第3楽章と第4楽章を返してくれないでしょうか』と自筆譜の返還を申し出たのであり、未完成交響曲は実は完成していた。完成していたことを証明するため、第3楽章の第1フォリオ（第1ページと第2ページ）のみを協会の預かりにした……」という意見がある。マリオ・ヴェンツァーゴ補筆構成版は「フィナーレだから失われた第1括弧部分がある」という説に基づき、バレエ音楽の前半をまず第1括弧部分として演奏し、モノディー・トータル・ユニゾン部分に差しかかると第1間奏曲冒頭に戻って最後までカットなしですべて演奏する。SAMALE=COHRS復元版は、ノーカットのヴェンツァーゴ版よりは適度なカットを施している。